# Frise (Somme)
Frise é uma comuna francesa na região administrativa de Altos da França, no departamento de Somme. Estende-se por uma área de 6,15 km². Em 2010 a comuna tinha 186 habitantes (densidade: 30,2 hab./km²).